# Йоан Хрисилий
Йоан Хрисилий (на гръцки: Ἰωάννης Χρυσήλιος) e провинциален благородник от края на X век, назначен за протевон (управител) на адриатическото пристанище Драч. Неговата дъщеря Агата е омъжена за цар Самуил.

## Биография
Йоан Хрисилий е българин по произход. Според хрониката на Йоан Скилица, който не е съвременник на събитията, дъщеря му Агата е пленена при превземането на град Лариса от Самуил.
Около 999 година Ашот Таронит се жени за Самуиловата дъщеря Мирослава и е изпратен като наместник на българския цар в Драч. Около 1005 г. Ашот и Мирослава бягат в Константинопол на ромейски кораб със съучастничеството на Йоан Хрисилий. Те предават на император Василий II писмо от Хрисилий, че е готов да му предаде града в замяна на титлата patricius за него и двамата му сина. Градът наистина бързо преминава във владение на византийците, но изглежда, че и Хрисилий умира по това време.

## Семейство
Освен дъщеря си Агата, Йоан Хрисилий има и двама сина - Никола (наричан от Скилица и Никола Българина) и Теодор.